# 1228
1228 (MCCXXVIII) je bilo prestopno leto, ki se je po julijanskem koledarju začelo na soboto.

## Dogodki

### Slovenija
- 10. maj - Ustanovljena je Lavantinska škofija. Prvi škof je Ulrik iz Hausa.

### Rekonkvista (1228-1248)
- Rival almohadskega kalifa Idris al-Ma'mun z vso almohadsko vojsko preide Gibraltar, da bi se v Maroku spopadel za almohadski prestol. Odhod Almohadov politično razdrobi Al Andaluz na lokalne vladarje. Vsi štirje krščanski kralji[1] Iberskega polotoka zagrabijo priložnost, ki se jim je ponudila.
- Vpet v klešče med Kastilci in Aragonci se kadi Murcije okliče za emirja, odreče Almohadom in prizna Abaside za suverene. Bolj ambiciozem je zaragoški emir Ibn Hud, ki se okliče za vladarja celotnega Al Andaluza.
- Prvo leto so krščanski kralji zadovoljni predvsem z manjšimi izvidniškimi plenitvami po Al Andaluzu. 1229 ↔
  - Umrlega uzurpatorskega grofa Urgella Gueraua IV. de Cabrero nasledi s pomočjo aragonskega kralja Jakoba I. zakonita dedinja Aurembiaix.

### Šesta križarska vojna
- 25. april - Medtem ko rimsko-nemški cesar Friderik II. okreva (ali zavlačuje s križarskim pohodom) njegova soproga Izabela II. Jeruzalemska rodi zdravega sina, prestolonaslednika Konrada IV.. Ker zaradi porodnih zapletov umre, kralj Friderik II. izgubi pravico do naslavljanja z jeruzalemskim kraljem, čeprav vzpostavi regentski naziv v imenu novorojenega jeruzalemskega kralja.
- junij - Potem ko papež ponovno izobči Friderika II., le-ta s križarsko floto končno odpluje proti Zamorju.
- september - Precej pičla križarska flota Friderika II. prispe v Akkon. Ker so novice o njegovem izobčenju prišle pred njim, je v Zamorju persona non grata in mu vsi po vrsti odrekajo pomoč. Na srečo mu na pomoč priskoči veliki mojster Križnikov Herman iz Salza. 1229 ↔
- Ivan Ibelinski postane novi ciprski regent, ki vlada v imenu mladoletnega kralja Henrika I.. Še isto leto se mora spopasti s spletkami rimsko-nemškega cesarja Friderika II., ki se na poti v Zamorje ustavi na Cipru, da bi ga terjal zase. 1229 ↔
  - 25. december - Titularni nemški kralj Henrik, sin Friderika II., se ob doseženi polnoletnosti in zaposlenosti očeta s križarskimi podvigi otrese pokroviteljstva svojega skrbnika bavarskega vojvode Ludvika I.

### Ostalo
- januar - V izgnanstvu v Moreji umre latinski cesar Konstantinopla Robert Courtenayjski. Razlog za izgnastvo so dvorne spletke okoli njegove nepremišljene poroke z zaročenko nekega burgundskega plemiča. Roberta nasledi najmlajši brat Baldvin II., v njegovem imenu kot regentinja pa sestra Marija Courtenayjska. Septembra istega leta umre še Marija in tokrat je regentstvo zaupano bivšemu jeruzalemskemu kralju Ivanu Briennskem.
- 16. junij - Kanonizacija Frančiška Asiškega za svetnika.
- 9. julij - Po smrti canterburyjskega nadškofa Štefana Langtona je za novega nadškofa izvoljen Walter d'Eynsham, ki pa ga spodbijata tako angleški kralj Henrik III. kot papež Gregor IX. 1229 ↔
- 24. september - Umrlega kralja Srbije Štefana Nemanjića nasledi sin Štefan Radoslav.
- Papež Gregor IX. potrdi poljsko-nemški viteški red Bratstvo Dobrina (pol. Bracia Dobrzyńscy).
- Templarji izkoristijo svojo evropsko mrežo in začno delovati v bančnem sektorju. To leto za angleškega kralja izvedejo večjo finančno transakcijo iz Anglije na celino.
- Francija: konec leta se mladoletnemu francoskemu kralju Ludviku IX. oziroma regentinji Blanki Kastiljski upro nekateri normandijski in anžujski baroni, ki od angleškega kralja Henrika III. pričakujejo, da intervenira. 1230 ↔
- Začetek delovanja nemškega minezengerja Tannhäuserja.
- Francoski teolog in filozof Vilijem iz Auvergneja postane škof Pariza. 1229 ↔
- Horezmijci pod vodstvom šaha Džalal ad-Dina ponovno potolčejo Gruzijce, še preden prispejo njihovi zavezniki Seldžuki iz Sultanata Rum. 1230 ↔
- Asam, Indija: tajski princ Sukaphaa osnuje kraljevino Ahom (1228–1826).

## Rojstva
- 25. april - Konrad IV., kralj Nemčije, Sicilije, Jeruzalema († 1254)

Neznan datum
- Jakob iz Varagine, nadškof Genove, kronist († 1298)
- Leon I., kralj Galicije-Volinje, kijevski veliki knez († 1301)
- Mohamed I. al-Mustansir,  drugi sultan Hafsidske dinastije († okoli 1277)
- Sanča Provansalska, cornwallska grofica, nemška kraljica († 1261)
- Tran Hung Dao, vietnamski general († 1300)
- Vilijem II., holandski grof, nemški kralj († 1256)

## Smrti
- 25. april - Izabela II. Jeruzalemska, jeruzalemska kraljica, v zakonu s Friderikom II. sicilska kraljica, nemška kraljica (* 1212)
- 18. junij - Matilda Bourbonska, francoska plemkinja, dama (* 1165)
- 9. julij - Štefan Langton, canterburyjski nadškof (* 1150)
- 24. september - Štefan Prvokronani, veliki župan Raške in kralj Srbije (* 1165)
- september - Marija Courtenayska, nikejska cesarica, regentinja latinskega cesarstva (* 1204)

Neznan datum
- Guerau IV. de Cabrera, grof Urgella
- Gervazij Tilburyjski, angleški pravnik, pisec (* 1155)
- Robert I. Courtenayski, cesar Latinskega cesarstva (* 1201)
- Zhao Rugua, kitajski uradnik, etnograf (* 1170)